# Worbis
Worbis is een plaats in de Duitse gemeente Leinefelde-Worbis in Thüringen. De gemeente maakt deel uit van het Landkreis Eichsfeld. Worbis wordt voor het eerst vermeld in 1162. In 2004 fuseerde Worbis met Leinefelde. Tot 1994 was Worbis kreisstad van het voormalige kreis Worbis.
Beuren · Birkungen · Breitenbach · Breitenholz · Hundeshagen · Kallmerode · Kaltohmfeld · Kirchohmfeld · Leinefelde · Wintzingerode · Worbis